# 仲宗根政善
仲宗根政善（1907年4月26日—1995年2月14日），日本教育學家、語言學家。琉球大學名譽教授。
出生在沖繩縣今歸仁村。1929年，東京帝國大學文科畢業。後來，曾教過沖繩第一高等女學校、沖繩師範學校女子部。1945年，成為姬百合學徒隊的領隊教官。戰後，擔任負責當地的教育行政工作，為琉球大學教授、副學長。1978年，成為沖繩語言中心的代表。1984年，因其編纂的《沖繩今歸仁方言詞典》，得到日本學士院獎。此後，與服部四郎、外間守善共同編纂《伊波普猷全集》。